# Țvetana Romanska
Țvetana Stoianova Romanska-Vranska (n. 16 decembrie 1914, Sofia, Regatul Bulgariei – d. 4 martie 1969, Sofia, Republica Populară Bulgaria) a fost o folcloristă și etnografă bulgară . 

## Biografie
S-a născut în 1914, la Sofia, în familia lingvistului Stoian Romanski. Fratele ei mai mare este dirijorul Ljubomir Romanski. În 1937 a absolvit studiile slavice la Universitatea din Sofia, iar în 1937-1939 a studiat pentru diploma de doctor la Universitatea Carolină din Praga. După întoarcerea în Bulgaria, a predat la Universitatea Sofia și din 1963 a fost profesor. În perioada 1962-1969 a condus secția de folclor a Institutului Etnografic. A murit în 1969. 